# Ich und Kaminski
Yo y Kaminski o Kaminski y yo (en alemán: Ich und Kaminski) es una película cómica alemana de 2015 dirigida por Wolfgang Becker, con guion de Thomas Wendrich. Está basada en la novela de 2003 de idéntico nombre, obra del escritor Daniel Kehlmann. Trata sobre un joven escritor que espera ganarse una buena reputación y algo de dinero con la biografía de uno de los más grandes pintores del siglo XX, en la actualidad ciego y sin recursos. Fue estrenada en Alemania el 17 de septiembre de 2015, distribuida por X Verleih.

## Sinopsis
Sebastian Zöllner, un joven y arrogante escritor, viaja a los Alpes suizos para entrevistarse con Manuel Kaminski, una leyenda entre los pintores del siglo XX, admirado por todos, pero que desde que perdió la vista se alejó de todo contacto con el mundo del arte. La idea de Zöllner es tener preparada una biografía del personaje para el momento en que Kaminski muera.
El pintor vive atendido por una hija cautelosa, Miriam, que insiste en estar presente en las entrevistas, y un ama de llaves poco dotada. Mientras la hija está fuera, Zöllner soborna al ama de llaves para que los deje solos en la casa y comienza a mirar en las mesas y cajones. En el escritorio, encuentra cartas para Kaminski de amigos como Matisse y Picasso, y se guarda algunas. En el sótano encuentra un estudio secreto con enormes autorretratos, dos de los cuales enrolla para llevárselos. Pero necesita conseguir más de Kaminski, por lo que le cuenta al anciano que su gran amor, Therese, aún vive, de hecho vive en el norte. Kaminski le da las llaves de su Jaguar y los dos salen de viaje, pero en una estación de servicio le roban el coche y, con él, los cuadros que Zöllner había escondido. Continuando en taxi, se detienen en un hotel destartalado donde Kaminski, libre del control de Miriam, pide una gran comida y una prostituta.
Al llegar a casa de Therese, la señora solo quiere hablar de nietos y programas basura de televisión. Sin embargo, admite que habló extensamente con un escritor que tenía una extensa biografía de Kaminski lista para su publicación. Cuando Kaminski y Zöllner salen, decepcionados cada uno a su manera, la hija del pintor, Miriam, está afuera en el coche recuperado. Zöllner pregunta si puede despedirse en privado del anciano y, tan pronto como Miriam se lo permite, se marcha nuevamente con Kaminski.
El anciano dice que le gustaría ir a la playa, y los dos reman felices en las olas. Después de relajarse en la arena, después de firmar los dos lienzos que había en el coche, Kaminski insinúa que el joven debería abandonar su búsqueda y dejarlo en paz. Zöllner capta la indirecta y, tras arrojar sus notas, cintas y cámara al mar, desaparece con los lienzos entre las dunas.

## Reparto
- Daniel Brühl : Sebastian Zöllner
- Jesper Christensen : Manuel Kaminski
- Amira Casar : Miriam Kaminski
- Geraldine Chaplin : Therese
- Denis Lavant : Karl-Ludwig
- Bruno Cathomas : Golo Moser
- Jördis Triebel : Elke
- Jan Decleir : Holm
- Karl Markovics : Komponistenzwilling
- Viviane de Muynck : Anna
- Milán Peschel : Eugen Manz
- Stefan Kurt : Bogovich
- Josef Hader : Zugbegleiter
- Patrick Bauchau : Prof. Megelbach